# Jacques Cousseau
Jacques Cousseau, né le 10 mai 1925 à Arbaoua (Maroc) et mort le 24 septembre 2017  à Paris, est un écrivain, scénariste et acteur français.

## Publications
- Temps chaud, 1956.
- Le Chien gris, 1957.
- Le Vieux Pocco, 1958.
- Les Singes, 1960.
- La Morte, 1962.
- L'Éblouissement, 1966.

## Filmographie

### Scénariste
- 1967 : Si j'étais un espion
- 1963 : Le Maître de Paul Carlotti

## Théâtre
- 1948 : Le Cirque aux illusions de René Aubert, mise en scène Jan Doat,   Théâtre Mouffetard